# Maybebop
Maybebop ist ein deutsches A-cappella-Pop-Quartett, bestehend aus dem Gründungsmitglied Oliver Gies (* 1973) und den später hinzugekommenen Sängern Jan Malte Bürger (* 1979), Lukas H. H. Teske (* 1980) und Christoph J. Hiller (* 1982). Sie treten vor allem in Deutschland, aber auch im (vorwiegend deutschsprachigen) Ausland auf.

## Repertoire
Maybebop singt überwiegend deutschsprachige Eigenkompositionen. Des Weiteren sind Coverversionen bekannter Rock-Hits im Repertoire, z. B. Nothing Else Matters, Smells Like Teen Spirit oder Bohemian Rhapsody, aber auch (überwiegend Jazz-)Bearbeitungen von Volks- und Weihnachtsliedern, wie beispielsweise Der Mond ist aufgegangen, Die Gedanken sind frei, Mary’s Boy Child oder Erlkönig. Aber auch viele andere Musikrichtungen werden musikalisch aufgegriffen, wie z. B. Hip-Hop oder Latin. Die Songtexte-Datenbank von Maybebop verzeichnet Ende 2024 mittlerweile ca. 325 Titel. Ein besonderer Programmpunkt sind die Konzerte im Dezember, wo das Programm Schöner Schein ausschließlich mit Weihnachtsliedern gestaltet wird. Ebenfalls ein Alleinstellungsmerkmal im Programm ist die sogenannte Improvisation: Maybebop reagiert auf Publikums-Zurufe und improvisieren spontan einen Song mittels fünf genannter Begriffe und einem ebenfalls zugerufenen Musikstil. Ebenfalls können sich Zuschauer bei der Band melden, um mit ihnen im Konzert einen zuvor ausgesuchten Song gemeinsam zu singen.

## Geschichte

### 1992–2002
Im Dezember 1992 taten sich Nils Ole Koch, Markus Jaursch, Bernd Clausen und Oliver Gies zusammen, um in der Innenstadt von Hannover Straßenmusik zu machen. Kennengelernt hatten sich die vier im niedersächsischen Landesjugendchor. Nach dem Ausstieg von Bernd Clausen wurde Jens Pape, ebenfalls zum Musikstudium in Hannover, die Oberstimme der Formation, die – nach anfänglichen Namensgebungen wie Die Vierma oder Rolfs Freunde – schließlich als Maybebop erste Konzerte gab, anfangs als reines Jazz-Ensemble. Kurze Zeit später wurde das Repertoire um Coverversionen von Pop-, Rock- und Gospelsongs erweitert. 1995 hatte Maybebop etwa 50 Auftritte. 1996 erschien die erste CD Leichte Kost.
Jens Pape verließ die Band 1997 während der Aufnahmen zur zweiten CD-Produktion Maybe Not Bob, die aufgrund dessen sehr kurz ausfällt. 1997 stieß Cem Arnold Süzer zur Band, verließ sie aber 1999 wieder. Die gemeinsame Zeit ist auf der CD Prima Pop! – Live dokumentiert.
Anschließend kam Jan Malte Bürger zu Maybebop. Mit sieben deutschen Titeln auf dem 2001 erschienenen Album Auf die Ohren wurde auch das musikalische Profil geschärft. Gleichzeitig war für die Gründungsmitglieder aber die Zeit gekommen, Weichen für den weiteren Lebensweg zu stellen. Nils Ole Koch verschrieb sich komplett dem klassischen Gesang und trennte sich 2001 von Maybebop. Statt seiner kam Eiko Saathoff, der die Band aufgrund von künstlerischen Differenzen aber schon 2002 wieder verließ und später zwischen 2004 und 2010 bei der A-Cappella-Gruppe Fünf vor der Ehe sang. Der diplomierte Opernsänger Markus Jaursch trat zeitgleich 2002 ein Engagement am Rostocker Volkstheater an. Übrig blieben Jan Malte Bürger und Oliver Gies, die vor der Entscheidung standen, das Projekt Maybebop entweder zu beenden oder noch einmal nach neuen Mitsängern zu suchen.

### 2003–2008
Jan Malte Bürger und Oliver Gies fanden mit Lukas Teske, der zuvor bei der Band muSix gesungen hatte, die Komplettierung der drei Oberstimmen für eine Fortführung des Projekts. Als Bassist stieg anschließend Sebastian Schröder ein, der von der A-cappella-Gruppe Petit Fours kam. Zunächst fokussierte sich die Band überwiegend auf Coverversionen von Pop-Klassikern. 2003 erschien die CD Heiße Luft.
Im November 2003 entstand als kurzfristige Auftragsarbeit eine Weihnachts-CD namens Christmas a Capella. Das Repertoire erweiterte sich damit um Weihnachtslieder. Im Jahr 2004 verfeinerten und erweiterten Maybebop die Songs und veröffentlichten das Album Weihnacht. Im Rahmen einer Karstadt-Konzertreihe gab Maybebop 2004 das Auftaktkonzert ihrer ersten Weihnachtstour. Seitdem ist das Weihnachtsprogramm zum Ende eines jeden Jahres fest im Maybebop-Tourplan verankert. Zwei Jahre später wurde das Album Weihnacht von der amerikanischen CASA als „Beste Weihnachts-CD der Welt“, die darauf enthaltene Version von Let It Snow als „weltweit bester Weihnachtssong“ prämiert.
Die meisten Texte der 2005 erschienenen nächsten CD Immer für Dich da stammen von Friedhelm Kändler. Dieses Album war stilistisch richtungsweisend für die weitere Entwicklung der Gruppe. 2006 wurde daraufhin das Major-Label EMI aufgrund des Comic-Artworks der CD Immer für Dich da und der Interpretation von Engel auf die Gruppe aufmerksam. 2007 erschien die CD Superheld. Neben fünf eigenen Songs enthielt dieses Album als ein von EMI initiiertes Konzept Neuinterpretationen von bekannten deutschsprachigen Titeln wie benanntes Engel, Immer wieder sonntags oder Blaue Augen in teils stark vom Original abweichenden Musikstilen. Für das Live-Programm schrieben sie unter anderem die Band-Klassiker wie Kacktus oder Die Gedanken sind frei, 2008 wurde die CD Superheld live veröffentlicht.
Maybebop produzierte eine zweite Weihnachts-CD namens Schenken, welches eine Mischung aus Live- und Studio-Aufnahmen ist. Der Song Gummibaum entwickelte sich zum Hit. Das Stück kritisiert auf humorvolle Weise das scheinheilige Verhalten von deutschen Pseudo-Christen zu Weihnachten aus Sicht eines integrierten Türken und löste damit reichlich Diskussionen aus. In der Türkei wurde der Song zwischenzeitlich verboten, die Maybebop-Website und die Videos bei YouTube gesperrt.

### 2009–2012
Die Premiere des Konzert-Programms Endlich authentisch fand 2009 in der Hannoverschen Staatsoper statt. Von 2009 bis 2014 fungierte Karl-Heinz Klemm als Manager der Gruppe. Er initiierte auch die Aufnahme einer Konzert-DVD. Terminlich fiel die Wahl auf eines der Herbst-Konzerte im Rahmen der Reihe Maybebop & Friends. Es sollte ein Querschnitt aus dem bisherigen Maybebop-Schaffen präsentiert werden, weshalb neben aktuellen Programm-Highlights auch Klassiker sowie Coverversionen gesungen wurden. Bei der Namensgebung für die Doppel-DVD entschied man sich pragmatisch für den Aufnahmezeitraum: Ende September.
Seit Herbst 2009 reagiert die Gruppe auf Publikums-Zurufe und improvisiert spontan Songs mittels fünf genannten Begriffen und einem Musikstil. Im November 2010 begleitete das ZDF die Gruppe zwei Tage, um eine Reportage über das Tourleben der vier Sänger zu drehen. Am 22. und 23. Dezember 2010 wurden im Theater am Aegi die Schenken-Konzerte für die DVD Weihnachten Live mitgefilmt. Die Premiere des Programms Extrem nah dran fand am 11. April 2011 in der Hamburger Laeiszhalle statt. Eine Aufnahme dieses Programms für eine Konzert-DVD fand am 24. November 2011 im Stadttheater Minden statt.
Vom 3. bis zum 5. Mai 2012 spielten Maybebop im NDR-Funkhaus zum runden Geburtstag zusammen mit den 80 Musikern des NDR Pops-Orchestra unter der Leitung von Enrique Ugarte. Der Dirigent arrangierte dafür einen Querschnitt des Maybebop-Repertoires neu für das Orchester. Am 3. Mai erschienen zum Anlass der Konzerte Maybebop Monumental auch die DVD Extrem nah dran und das Chronik-Magazin (ein von zwei Fans in Zusammenarbeit mit Maybebop erstelltes 64-seitiges Magazin, das die Geschichte um die A-cappella-Band mit Texten, Interviews und Fotos darstellt).
Im Theater am Aegi in Hannover feierte Maybebop mit vielen Wegbegleitern und Freunden am 17. Oktober 2012 eine Geburtstagsgala. Am 26. Oktober 2012 erschien die Remix-CD Wie neu, auf der Maybebop ältere Lieder neu aufgenommen und technisch aufbereitet in einem moderneren Gewand präsentieren. Am 14. November 2012 erschien darauf die CD Monumental mit einem Mitschnitt der gleichnamigen Konzerte vom Mai. Im selben Jahr wurden 13 englischsprachige Versionen verschiedener Maybebop-Titel für das Album German verboten neu eingespielt und abgemischt.

### 2013–2017
Am 2. Februar 2013 unterschrieb Maybebop einen Plattenvertrag mit der Warner Music Group Germany. Auf dem neuen Label erschien die CD mit dem neuen Programm Weniger sind mehr. Dieses hatte Premiere am 6. April in Hamburg in der Laeiszhalle. Am selben Abend gewann Maybebop zwei CARAs (Musikpreise der Contemporary A Cappella Society CASA, USA) für das Album German verboten in den Kategorien „Best European Album“ und „Best Electronic/Experimental Song“ (Smells like teen spirit vom selben Album). Am 2. August 2013 erschien das Album Weniger sind mehr. Darauf eine Bearbeitung der Schubert-Vertonung von Goethes Ballade Erlkönig. Auf Einladung der deutschen Botschaft tourte die Band im Januar 2014 durch die USA. Bei den Stationen in Washington, San Diego und Los Angeles war wiederum ein Fernsehteam des ZDF zur Dokumentation zugegen. Für eine Konzert-DVD wurde das Programm Weniger sind mehr am 20. Juli 2014 im Schauspielhaus Hannover von Fans und Wegbegleitern mit mehreren HD-Kameras aufgenommen.
Das Programm Das darf man nicht hatte Premiere am 18. und 19. April 2015 im hannoverschen Theater am Aegi. Einen Tag zuvor erschien die gleichnamige CD mit 13 Titeln und zwei Bonustracks auf einem neuen Label. Das Stück Mach es morgen musste nach kurzer Zeit aus dem Programm genommen werden – die Realität hatte den Song (mit einer Phrase um einen gestressten Co-Piloten mit abstürzendem Flugzeug) mit dem Germanwings-Flug 9525 vom 24. März 2015 eingeholt. Erst mit etwas Abstand konnte die Band den Titel wieder ab und zu spielen. Im Juli 2015 erschienen eine Download-EP mit Remixes zum Titel Mein Handy weiß es und einem weiteren Bonustrack sowie ein Musikvideo. Ebenso wurde das Musikvideo Deutschlied auf Basis der deutschen Nationalhymne veröffentlicht. Im Sommer erfolgten Studioaufnahmen für die dritte Weihnachts-CD, die Ende Oktober 2015 mit dem Titel Für Euch erschien. Vorbote war die am 11. September erschienene Single-CD Adventskalender im September, zu der ebenfalls ein Musikvideo gedreht wurde. Seit Anfang 2016 setzt Maybebop verstärkt auf Musikvideos und veröffentlicht auf Youtube jeden Mittwoch diverse Eigenproduktionen zu neuen Songs, Podcasts, TV-Mitschnitte und andere Filme. Mittels Crowdfunding wurde die Finanzierung für die Aufnahme einer Konzert-DVD vom aktuellen Programm gesichert. Am 7. Februar 2016 fanden Aufnahmen in Osterholz-Scharmbeck für die fünfte Konzert-DVD statt, die am 2. Juni auf den Markt kam. Auf Einladung des Taiwan Choral Music Center (TCMC) unternahmen Maybebop vom 16. bis 28. Oktober eine Reise nach Taiwan, um dort Konzerte und Workshops zu absolvieren sowie als Juror beim Taiwan International Vocal Festival teilzunehmen. Dazu erschien eine Kleinauflage der CD Made in Germany, auf der zwei Lieder in Chinesisch und einige englische Song-Versionen zu finden sind. Der halbstündige Podcast Nr. 72 berichtet von dieser Reise.
Danach bereitete sich die Band auf neue Songs und Choreographien vor. Am 27. und 28. April 2017 hatte das Programm sistemfeler Premiere im Theater am Aegi. Zeitgleich erschien auch die gleichnamige CD mit 15 Titeln. Nach einer erneuten Crowdfunding-Finanzierung konnte die sechste Konzert-DVD vorbereitet werden. Am 20. Oktober 2017 fanden die Aufnahmen eines sistemfeler-Konzertes im Theater am Aegi statt. Die gleichnamige Konzert-DVD erschien Anfang Dezember. Im Dezember reihte sich Maybebop mit zwei Songs auf einer Doppel-CD des Kulturbüros der Landeshauptstadt Hannover in die Interpretenliste ein. Oliver Gies steuerte zudem ein Arrangement zum bekannten Hannover-Lied Stadt mit Keks des Kabarettisten Matthias Brodowy bei, das zusammen mit dem Knabenchor Hannover eingespielt wurde.

### 2018–2024
Im März 2018 musste Bass Sebastian Schröder sehr kurzfristig eine ärztlich verordnete Auszeit nehmen. Dafür mussten einige Konzerte verschoben und ein Ersatzmann gefunden werden. Am 21. März wurde der Sänger, Produzent, Komponist, Arrangeur, Dirigent und Multi-Instrumentalist Christoph Hiller im Podcast Nr. 89 als Ersatz-Bass vorgestellt, der erst geplanterweise nur bis zur Sommerpause 2018 die Konzerte bestreiten sollte. Durch längerfristige Genesung von Schröder sollte diese Phase nach und nach bis Frühjahr 2021 ausgedehnt werden. Schließlich verkündete die Band im September 2020 die Entscheidung, dass Schröder endgültig aus der Band aussteigen und Hiller nun als Bass fester Bestandteil der Band wird.
Mit Christoph Hiller wurden auch die neuen Songs des 2019 startenden Programms Ziel:los! eingesungen und einstudiert. Vor der Premiere wurde im Februar 2019 mit einer neuen Crowdfunding-Kampagne eine neuerliche DVD-Aufnahme abgeschlossen. Die Premiere von Ziel:los! fand am 29. und 30. März 2019 in Theater am Aegi statt. Die CD Ziel:los! ist am 7. Juni 2019 erschienen. Das Konzert im Pantheon in Bonn vom 30. Oktober 2019 wurde für die neue Live-DVD gefilmt, die am 13. Dezember 2019 auf den Markt kam. Ebenfalls fanden Filmaufnahmen im Theater am Aegi in Hannover am 19. Dezember 2019 für eine Weihnachts-DVD statt.
Am 14. September 2019 spielte Maybebop im Rahmen der Musikmesse chor.com ein Konzert mit dem Titel Volklore und einem Repertoire aus volkstümlichen Liedern wie z. B. Erlkönig, Amazing Grace, Tanz über die Brücke oder Eine kleine Geige. Zum Auftakt der „Triennale der Moderne“ am 26. September 2019 gab es ein Konzert zusammen mit der Staatskapelle Weimar in der Weimarhalle. Unter dem Titel Stimmen des Volkes wurden Volkslieder und andere geschichtlich relevante Stücke vorgetragen wie z. B. Die Moorsoldaten, Heideröslein, Lili Marleen oder Bella ciao. Viele davon wurden von Christoph Hiller und Oliver Gies für Orchester und Gesang arrangiert.
Unter dem Titel „Symphonic Grooves“ stand Maybebop mit dem Filmorchester Babelsberg am 7. März 2020 in Potsdam auf der Bühne und präsentierte erneut ein Programm für Orchester und Gesang. Danach mussten aufgrund der COVID-19-Pandemie etliche Konzerte abgesagt oder verlegt werden. Das exklusiv digitale Album „Was sonst noch so lief, Vol.1“ erschien am 27. März 2020 und enthielt alle Flashbacks seit 2013 sowie andere Songs, die sonst in keinem Album enthalten waren.
Im April 2020 wurde das Quartett erneut ausgezeichnet. Die RARB (The Recorded A Cappella Review Board, USA) krönte Maybebop in der Kategorie Picks of the Decade: 2010–2019 zur „Group of the Decade“.
Am 15. Mai 2020 erschien das exklusiv digitale Album „Das, was besser bleibt“ mit einigen neuen Songs und Varianten bestehender Lieder, die speziell zum Thema der COVID-19-Pandemie und deren Folgen (um)geschrieben wurden. Unter anderem mit diesem Album gaben sie auch einige Autokino-Konzerte. Zu den Songs Das, was besser bleibt und Hoch die Tasse haben nach Aufrufen der Band in den sozialen Medien Fans Filme von coronabedingten Situationen gesendet, die in die Musikvideos eingebaut wurden. Zusammen mit Tänzern der ArsSaltandi Dance & Drama School Hildesheim wurde auf dem Messegelände Hannover am Hermesturm das Video zum Song Distanz-Tanz mit ausgedehnten Choreographien gedreht, welches am 10. Juni 2020 erschien. Weitere Auftrittsmöglichkeiten während der Corona-Beschränkungen ergaben sich mit einem Online-Streaming-Konzert am 7. August 2020 mit dem Titel Bässer wird’s nicht (mit Beteiligung beider Bässe Hiller und Schröder) sowie nachfolgend einigen Open-Air-Konzerten.
Mittels einer Sondermeldung via Facebook und Youtube verkündeten die fünf Sänger am 6. September 2020, dass Sebastian Schröder endgültig Maybebop verlässt und sich auf die Aufgaben als Bookingmanager der Band konzentrieren wird. Christoph Hiller wurde damit als Bass fester Bestandteil bei Maybebop. Schröder behält sich vor, gelegentliche Gastauftritte wahrzunehmen.
Mit einem Video zum Song Tanz alles, was du hast erschien am 30. Oktober 2020 ein Vorbote zur neuen CD Kinderkram, die am 20. November 2020 veröffentlicht wurde und 14 selbstgeschriebene Lieder für Kinder (und somit keine Versionen bekannter Kinderlieder) enthält. Mit einer Crowdfunding-Kampagne, die zu 540 % finanziert wurde, wurde ein Video für den Jahresrückblick (Flashback) unterstützt. Dieses Musikvideo mit den Hits des Jahres hatte am 2. Dezember 2020 Premiere. Dabei wurden mit Hilfe von Carsten Gerlitz die Original-Videos der Künstler nachgeahmt und zusammengeschnitten. Der jährlich seit 2013 erscheinende Hannover-Adventskalender bildete auf der Ausgabe von 2020 Maybebop (noch mit Sebastian Schröder) gezeichnet vor dem Portal des Neuen Rathauses Hannover ab. Die Live-DVD Das Programm zu Heiligabend erschien am 22. Dezember. Am selben Abend wurde ein Online-Konzert mit dem Titel Jetzt noch Bässer – das Weihnachtsprogramm veranstaltet.
Das Jahr 2021 bot während des andauernden Lockdowns nur wenig Möglichkeiten für Auftritte. Weitere Online-Konzerte fanden am 5. März als Wunschkonzert und am 25. Mai als Jazz-Programm statt. Bei letzterem setzte sich das musikalische Thema Jazz aus einer Umfrage von vier Programm-Möglichkeiten durch und wurde von der Band nicht allzu sehr auf reinen Jazz geprägt dargeboten. Weiterhin bot die Band an, mittels einer Webseite gegen Auftrag musikalische Grußbotschaften aufzunehmen und diese an die Familie und Bekannte zu versenden. Maybebop arbeitete im Frühjahr an Aufnahmen zu einer neuen CD mit Volksliedern, die am 17. September unter dem Titel Die Gedanken sind frei veröffentlicht wurde. Ebenfalls wurden neue Musikvideos gedreht und neue Pressefotos erstellt. Im Sommer 2021 ergab sich nach dem Abflauen der dritten Welle in der Pandemie-Lage die Möglichkeit, wieder Konzerte zu geben.
Auch 2022 war zu Anfang noch von einigen Konzertausfällen und Terminverschiebungen während der Omikron-Welle geprägt. Durch das Förderprogramm Neustart Kultur der deutschen Bundesregierung wurde eine Konzertreihe mit dem Kinderkram-Programm ermöglicht, die zusätzlich zu den Abendterminen gespielt werden. Außerdem standen zwischen dem 24. und 26. März wieder drei Konzerte zusammen mit der NDR Radiophilharmonie mit dem Titel Freistil: 20 Jahre Maybebop auf dem Plan. Zu diesem gesellte sich ein Benefizkonzert für die Ukraine am 26. März, dass aufgrund des russischen Überfalls auf die Ukraine und den daraufhin einsetzenden Flüchtlingsströmen aus der Ukraine nach Deutschland anberaumt wurde. Alle Eintrittsgelder flossen dabei komplett auf das Spendenkonto von Bündnis Entwicklung Hilft und Aktion Deutschland Hilft. Vor dem Hintergrund des Ukraine-Kriegs verfasste Maybebop auch eine textlich aktualisierte Fassung des Songs Lied vom Nicht-Verstehen von 2017. Am 29. März wurde das Programm Best Off aus dem Stadttheater Minden auch wieder als Online-Konzert übertragen.
Seit dem Sommer arbeitete Maybebop an Aufnahmen zu einer mittlerweile vierten Weihnachts-CD. Dabei wurden die Fans aufgerufen, einige Zeilen des spanischen Liedes Campana sobre campana einzusingen und einzuschicken, um daraus einen vierstimmigen Hintergrund-Chor zu erstellen. Das Lied wurde zuvor schon im Dezember 2019 vom Publikum als Flashmob-Chor bei den Weihnachtskonzerten mitgesungen. Die CD mit dem Titel Mehr Lametta erschien am 28. Oktober.
Am 18. Januar 2023 verkündete Maybebop in einem Live-Chat bei Facebook, dass die Band ein Sabbatjahr einlegen wird, welches von Sommer 2024 bis Sommer 2025 dauern wird. Die geplante Auszeit soll nur durch Weihnachtskonzerte im November und Dezember 2024 unterbrochen werden. Im Podcast Nr. 128 wurde diese Absicht nochmals präzisiert. Die initiale Idee stammt aus der Familie Gies, um sich abseits vom Bandgeschehen auch einer längeren Auszeit mit neuen Aufgaben widmen zu können; die Idee wäre zudem seit Jahren schon angedacht gewesen. Die Sängerkollegen werden ebenfalls die Zeit nutzen, um sich neuen Hobbys oder Anforderungen zu widmen. Gleichzeitig tritt man etwaigen Befürchtungen entgegen, dass die Band sich womöglich auflösen würde, was definitiv nicht der Fall sein wird. Jan Bürger meinte scherzhaft, dass Maybebop nach der Sommerpause 2025 auf „eine 30-jährige Abschiedstournee“ gehen würde.
Im Jahr 2023 gab Maybebop etliche Best Off-Konzerte, wobei auch viele Publikumswünsche erfüllt wurden, sodass die Setlist jedes Mal unterschiedlich ausfiel. Am 26. August spielte die Band auf dem Opernplatz in Hannover. Im Rahmen der Abschlussveranstaltung Hannover singt zum 200. Geburtstag der Sparkasse Hannover standen zusammen mit Maybebop etliche Chöre und Musiker auf der Bühne. Oliver Gies dirigierte das Publikum abschließend als großen Chor mit geschätzten 6000 Menschen, die einige bekannte Pop-Stücke sowie das von Gies komponierte Stück Unsre Region zusammen sangen. Im Spätsommer bereitete sich die Band intensiv auf das neue Programm vor und stellte einige Songs davon bereits in den letzten Best Off-Konzerten vor. Die Premiere des neuen Programms Muss man mögen fand am 14. und 15. September in der Kulturetage in Oldenburg statt. Eine neue Crowdfunding-Kampagne startete am 1. November, um eine anvisierte Konzertaufzeichnung des neuen Programms ermöglichen zu können. Dieses Ziel wurde am 23. November erreicht, sodass ein Mitschnitt am 27. Mai 2024 im Theater am Aegi erfolgte. Das Musikvideo Influencer erschien am 22. November als Vorbote der CD Muss man mögen, die am 1. Dezember veröffentlicht wurde. Zwei Songs vom Album erweiterten die Liste an Auszeichnungen bei den CARA-Awards: Am 21. April 2024 gewann Wachstum in der Kategorie „Best Rock Song“, den 2. Platz belegte Hört bitte auf, dumme Leute berühmt zu machen in der Kategorie „Best Jazz/Big Band Song“.

### Sabbatjahr 2024–2025
Anfang Juli 2024 verabschiedete sich die Band in die erste Phase des angekündigten Sabbatjahres, die bis Ende Oktober 2024 dauerte. Die Sänger schilderten im Podcast Nr. 141 ihre Projekte und Vorhaben für die freie Zeit. Am 10. Juli 2024 stellte Maybebop auf Youtube die 71-minütige und reich bebilderte Dokumentation MAYBEBOP. Vier Typen. Vier Mikrofone. Sonst nichts. vor, in der die vier Sänger die gesamte Bandgeschichte kommentierten. Am 27. September nahm Sebastian Schröder in Köln vom Verband deutscher Musikschulen den Medienpreis LEOPOLD „Gute Musik für Kinder“ und die Sonderpreise „POLDI“ und „POLDI Song“ der Kinderjury 2024/2025 für das Album Kinderkram entgegen. Die Konzert-DVD zu Muss man mögen erschien am 30. Oktober 2024. Etwas später wurde am 15. November 2024 das fünfte Weihnachtsalbum mit dem Titel Schöner Schein veröffentlicht, begleitet von der Deutschrap-Persiflage KNG of LightZ als Musikvideo. Mit einem Konzert zu Silvester 2024 in Leipzig verabschiedet sich die Band in die zweite Sabbatjahr-Phase, die von Januar bis Ende August 2025 dauern wird.
Am 13. April 2025 erweiterte sich erneut die Liste an Auszeichnungen bei den CARA-Awards: In der Kategorie „Best Holiday Album or EP“ gewann Schöner Schein, davon gewann zudem Die Nacht ist vorgedrungen in der Kategorie „Best Classical Song“.

## Name
Das Repertoire der Band bestand anfangs fast ausschließlich aus Jazzstandards in eigenen Arrangements, unter anderem Bebop-Titeln (Abkürzung „Bop“). Daraus leitet sich auch der Bandname ab: Das Wortspiel „Maybebop“ kann sowohl verstanden werden als zusammengeschobenes „maybe Bebop“ (engl., „vielleicht Bebop“) als auch „may be Bop“ (engl., ungefähr „Darf es (Be)Bop sein?“). Der Bandname wurde im Zusammenhang mit dem Kinderlied Es tanzt ein Bi-Ba-Butzemann erklärt, das als schneller Bebop zum Titel „Es tanzt ein Bebop-Butzemann“ umfunktioniert wurde.

## Mitglieder

### Oliver Gies
Oliver Gies (* 30. Mai 1973 in Walsrode) ist Gründungsmitglied des A-cappella-Quartetts. Die Kompositionen und Arrangements für Maybebop stammen größtenteils von ihm. Er hat auch einige Arrangements für andere A-cappella-Gruppen und für gemischte Chöre geschrieben. Darüber hinaus gibt er Chorworkshops, synchronisiert Trickfiguren, schreibt Theatermusiken und ist Produzent im eigenen Studio. Oliver Gies singt in der Stimmlage Bariton. Er studierte Mathematik und Schulmusik mit Schwerpunkt Gesang in Hannover und absolvierte den Studiengang Jazz/Rock/Pop mit Hauptfach Komposition/Arrangement in Essen. Oliver Gies lebt mit seiner Familie in Hannover.

### Jan Bürger
Jan Malte Bürger (* 8. Mai 1979 in Göttingen) genoss eine gesangliche Ausbildung als Knabe im Göttinger Knabenchor unter der Leitung von Stefan Kaden. Nach dem Abitur arbeitete er in einem Callcenter und beschäftigte sich privat mit einem autodidaktischen Gesangs-/Musikstudium, bevor er als Nachfolger von Cem Arnold Süzer als Countertenor zu Maybebop kam. Jan Malte Bürger lebt mit seiner Familie in Hamburg.

### Lukas Teske
Lukas Herbert Helmut Teske (* 16. Februar 1980 in Halle/Saale) ist studierter Jazz- und Popsänger. Bevor er 2002 zu Maybebop kam, war er Mitglied der mittlerweile aufgelösten A-cappella-Gruppe MuSix und singt seit 2012 gelegentlich mit seinem Ex-MuSix-Kollegen Patrick Oliver (ebenfalls Beatboxer) im Duo Hartmuth und die Hitmaschine. Er singt in der Stimmlage Tenor und hat einen Schwerpunkt in der Vocal Percussion. Lukas Teske lebt mit seiner Familie in Berlin.

### Sebastian Schröder
Heinrich Sebastian Schröder (* 19. September 1974 in Hannover) singt in der Stimmlage Bass. Er ist studierter Kommunikationswirt und wurde nach seinem Geigenunterricht in der Jugend erst mit 18 Jahren auf sein stimmliches Talent aufmerksam. Vor seinem Eintritt bei Maybebop lag sein musikalischer Schwerpunkt im klassischen Bereich. Sebastian Schröder lebt mit seiner Familie in Hannover. 2020 gab er sein Aussteigen aus der Band bekannt, nachdem er gesundheitlich bedingt bereits längere Zeit durch Christoph Hiller vertreten werden musste.

### Christoph Hiller
Für Sebastian Schröder war von 2018 bis 2021 eine gesundheitsbedingte Konzertpause geplant. Als Vertretung erklärte sich der Sänger Christoph Johannes Hiller (* 18. Oktober 1982 in Weißenfels) bereit, die Bassstimme bei Maybebop zu übernehmen und musste dazu das gesamte Programm Sistemfeler innerhalb weniger Wochen sowie das Weihnachtsprogramm lernen. Am neuen Programm ziel:los ist Hiller ebenfalls beteiligt. Seine dauerhafte Übernahme der Bassstimme bei Maybebop gab die Band im September 2020 bekannt. Christoph Hiller lebt mit seiner Familie in Tannroda bei Weimar.

## Preise und Auszeichnungen
Maybebop zählten zu den Finalisten einiger Musikpreise (z. B. John Lennon Talent Award, Jugend kulturell, New Talents, Winning Jazz), außerdem wurde die CD Weihnacht in den Vereinigten Staaten als beste A-cappella-Xmas-CD der Welt sowie das Arrangement von Let it snow als bestes A-Cappella-Xmas-Arrangement der Welt ausgezeichnet. Das Maybebop-Arrangement des Rammstein-Titels Engel wurde 2009 zum Pflichtstück für den deutschen Chorwettbewerb bestimmt. Die größte Auszeichnung wurde dem Quartett im April 2020 von der RARB (The Recorded A Cappella Review Board, USA) verliehen. Sie krönte Maybebop in der Kategorie Picks of the Decade: 2010–2019 zur „Group of the Decade“ (Gruppe des Jahrzehnts 2010–2019).
- Winning Jazz Hannover
- John-Lennon-Förderpreis
- TZ-Rose München
- 2006: CARA, (USA): „Best Holiday Album“ für Weihnacht und „Best Holiday Song“ für Let It Snow
- 2007: Vokal-Total A-cappella-Award Graz[37] (Kategorie Pop 2. Preis/Gold-Diplom, Kategorie Jazz 1. Preis/Gold-Diplom, Kategorie Comedy 1. Preis/Gold-Diplom)
- 2007: „A cappella“, Jugend Kulturell
- 2008: 1. A-Cappella-Award Baden-Württemberg[38] (1. Preis und Publikumspreis)
- 2012: Prix Pantheon Publikumspreis Beklatscht & Gevotet
- 2012: CARA, (USA): 2. Platz „Best Jazz Song“ für Es tanzt ein Bebop-Butzemann[39]
- 2013: CARA, (USA): „Best European Album“ für German verboten und „Best Electronic/Experimental Song“ für Smells Like Teen Spirit[40]
- 2020: CARA, (USA): 2. Platz „Best European Album“ für Ziel:los![41]
- 2020: RARB, (USA): „Group of the Decade“ bei den RARB Picks of the Decade: 2010–2019[42]
- 2021: CARA, (USA): 2. Platz „Best Humor Song“ für Bagger[43]
- 2022: CARA, (USA): 2. Platz „Best Classical/Traditional Song“ für Es führt über den Main[44]
- 2023: CARA, (USA): 2. Platz „Best Holiday Album or EP“ für Mehr Lametta[45]
- 2024: CARA, (USA): „Best Rock Song“ für Wachstum und 2. Platz „Best Jazz/Big Band Song“ für Hört bitte auf, dumme Leute berühmt zu machen[46]
- 2024: Verband deutscher Musikschulen: Medienpreis LEOPOLD, „Gute Musik für Kinder“ für Kinderkram[47]
- 2024: Verband deutscher Musikschulen: Gewinner Sonderpreise „POLDI“ und „POLDI Song“ der Kinderjury 2024/2025 für Kinderkram
- 2025: CARA, (USA): „Best Holiday Album or EP“ für Schöner Schein und „Best Classical Song“ für Die Nacht ist vorgedrungen[48]

## Diskografie

### Studioalben
- 1996: Leichte Kost (Voice Pop! Records)
- 1997: May be not Bop (Contrapunkt)
- 1999: Prima Pop! Live
- 2001: Auf die Ohren

In neuer Formation:
- 2003: Heiße Luft (Maratone, Neuauflage 2018: Ellenberger)
- 2004: Weihnacht (Maratone, Neuauflage 2013: Traumton Records)
- 2005: Immer für dich da! (Eigenverlag, Neuauflage 2018: Ellenberger)
- 2007: Superheld (EMI, Neuauflage 2018: Ellenberger)
- 2008: Superheld Live (Roxxon Records)
- 2008: Schenken! (Tank Records, Neuauflage 2015: Ellenberger)
- 2009: Endlich authentisch (Traumton, Neuauflage 2018: Ellenberger)
- 2011: Extrem nah dran (Traumton, Neuauflage 2022: Ellenberger)
- 2012: Wie neu (Traumton)
- 2012: Monumental (Traumton)
- 2012: German verboten (nur online über iTunes erhältlich)
- 2013: Weniger sind mehr (WMG)
- 2015: Das darf man nicht (Ellenberger)
- 2015: Adventskalender im September (Single-CD, Ellenberger)
- 2015: Für Euch (Ellenberger)
- 2016: Das darf man nicht (Live) (CD zur DVD, Ellenberger)
- 2016: Made in Germany (Ellenberger, CD zur Taiwan-Tour)
- 2017: sistemfeler (Ellenberger)
- 2017: sistemfeler Live (CD zur DVD, Ellenberger)

Und mit neuem Bass:
- 2019: Ziel:los! (Ellenberger)
- 2019: Ziel:los! Live (CD zur DVD, Ellenberger)
- 2020: Was sonst noch so lief, Vol.1 (ausschließlich digital)
- 2020: Das, was besser bleibt (EP, ausschließlich digital)
- 2020: Kinderkram (Ellenberger)
- 2020: Das Programm zu Heiligabend (CD zur DVD, Ellenberger)
- 2021: Die Gedanken sind frei (Maybebop)
- 2022: Mehr Lametta (Maybebop)
- 2023: Muss man mögen (Maybebop)
- 2024: Schöner Schein (Maybebop)

### Konzert-DVDs
- 2009: Ende September (DVD, Traumton)
- 2011: Weihnachten Live (DVD, Traumton)
- 2012: Extrem nah dran Live (DVD, Traumton)
- 2014: Weniger sind mehr Die Show (DVD, Traumton)
- 2016: Das darf man nicht (Live) (DVD und CD, Ellenberger)
- 2017: sistemfeler Live (DVD und CD, Ellenberger)
- 2019: Ziel:los! Live im Pantheon (DVD und CD, Ellenberger)
- 2020: Das Programm zu Heiligabend (DVD und CD, Ellenberger)
- 2024: Muss man mögen (DVD, Maybebop merchandise GbR)

### Sampler
- 2000: The Attack of the Dragon – A Tribute to Queen (Adrenaline Records): Bohemian Rhapsody, Black Hole Sun
- 2011: Voices Only Forte (Voices Only Productions): Was uns verbindet
- 2011: Wir sind sechsundneunzig Peppermint (Edel): Kein Mann für eine Nacht
- 2011: Sing 8: Too Cubed (CASA): Witzig
- 2012: A Cappella Best of (Mixed Repertoire): Gute Nacht Freunde, Schwarz oder weiß
- 2012: Sing 9: Supernovem (CASA): Smells Like Teen Spirit
- 2012: Voices Only Forte II (Voices Only Productions): Down on Me (englische Version von Auf mich herab)
- 2014: Voices Only Forte III (Voices Only Productions): Nimm mich mit
- 2016: Voices Only Forte V (Voices Only Productions): Ich seh Dich
- 2017: Weihnachtliche Musik aus der UNESCO City of Music Hannover (Kulturbüro der Landeshauptstadt Hannover): Ein neues Weihnachtslied, Wir sagen Euch an den lieben Advent
- 2021: No Music on a Dead Planet (Culture Declares Hannover): Kein schöner Land
- 2021: Radio Teddy Hits 2021 (Karussell): Gut für die Hyäne

## Weitere Veröffentlichungen
- 2003 erschien die Single Akapella als EP mit einigen Extra-Tracks.
- 2003 erschien als Auftragsarbeit eines hannoverschen Hausbau-Unternehmens die Weihnachts-CD Christmas a Capella.
- 2005 brachte das GOP einen Sampler mit dem Titel Maybebop Deluxe heraus.
- Die folgenden Songbooks mit Maybebop-Arrangements wurden bislang im Eigenverlag veröffentlicht:
  - 2005: Weihnacht (SATB, 5 Titel im Arrangement für gemischte Chöre)
  - 2006: Immer für dich da (TTBB, 11 Titel im Original-Arrangement)
  - 2007: Superheld (TTBB, 9 Titel im Original-Arrangement)
  - 2008: Schenken (TTBB, 14 Titel im Original-Arrangement)
  - 2009: Endlich authentisch (TTBB, 19 Titel im Original-Arrangement)
  - 2010: Maybebop für alle (SATB, 8 Titel im Arrangement für gemischte Chöre)
  - 2010: Weihnachten für alle (SATB, 9 Titel im Arrangement für gemischte Chöre)
  - 2012: Extrem nah dran (TTBB, 19 Titel im Original-Arrangement, SATB, 8 Titel im Arrangement für gemischte Chöre, 15 Leadsheets, Musik-Software u. v. m.)
  - 2013: Weniger sind mehr (Printausgabe: 14 Titel im Arrangement für Piano, Digital: TTBB, 14 Titel im Original-Arrangement und für Piano, Musik-Software u. v. m.)
  - 2014: Maybebop Total (Digital: TTBB, 74 Titel im Original-Arrangement, Musik-Software u. v. m.)
  - 2015: Das darf man nicht (Printausgabe: 15 Titel im Original-Arrangement, Musik-Software)
- Im Mai 2012 erschien das Magazin 10 Jahre gute Freunde. Dieses Heft (auch kurz „Chronik“ genannt) in 2000 Stück Auflage wurde von zwei Fans aus dem Maybebop-Fanclub erstellt und mit Unterstützung der Band durch eigene Protokolle sowie unzähligem Bildmaterial untermauert. Es erzählt in bebilderter Form die Bandgeschichte (64 Seiten plus 4 Seiten Einleger, ca. 460 Bilder).
- Im Juni 2011 wurden drei Bonustracks zur CD Extrem nah dran veröffentlicht.
- Im Oktober 2015 erschien das Magazin 10 Jahre Maybebop-Fanclub. Dieses Heft in 100 Stück Auflage schildert in bebilderter Form den bisherigen Werdegang des Maybebop-Fanclubs zusammen mit der Band (40 Seiten, ca. 150 Bilder).
- Am 27. März 2020 erschien das exklusiv digitale Album Was sonst noch so lief, Vol. 1.
- Am 15. Mai 2020 erschien das exklusiv digitale Album Das, was besser bleibt mit Songs zum Thema der COVID-19-Pandemie und deren Folgen.
- Am 5. Februar 2025 erschien das exklusiv digitale Album Was sonst noch so lief, Vol. 2.

## Musikvideos (Auswahl)
- Im Oktober 2008 erschien ihr erstes Musikvideo zum Song Gummibaum.
- Am 30. April 2010 lief ein Musikclip zum Titel Mona Mu in der TV-Sendung Janines Landpartie durch Mitteldeutschland vom MDR.
- Im Juli 2015 erschienen das Musikvideo sowie eine Download-EP mit Remixes zum Titel Mein Handy weiß es.
- Im September 2015 erschien das gleinachmige Musikvideo zur Single Adventskalender im September.
- Zum Kinostart des James-Bond-Films Spectre erschien am 3. November 2015 das Musikvideo Bond Song Evolution mit einem Medley aller bisher erschienenen Bond-Titelmelodien.
- Im März 2016 erschien das teils animierte Musikvideo zum Titel Festung.
- Als Antwort auf die zahllosen Gangsta-Rap-Videos veröffentlichte die Band das Video Platzhalter unter dem fiktiven Bandnamen Lügenfresse und bediente sich dabei imitierenderweise zahlreicher Rap-Klischees.
- Ende März 2019 kündigte das Video #lautsein das neue Programm Ziel:los! an.
- Im Juli 2019 erschien das animierte Schwarz-Weiß-Video Die Kreation.
- Mittels einer alten VHS-Kamera und Kostümen aus den 1980ern wurde im März 2020 ein Retro-Video zum Song Algorhythmus  erstellt.
- Zusammen mit Tänzern der ArsSaltandi Dance & Drama School Hildesheim wurde im Juni 2020 auf dem Messegelände Hannover am Hermesturm das Video Distanz-Tanz gedreht.
- Alles macht BÄM!, Tanz alles was du hast und Bundeskanzler*in sind Musikvideos zum Album Kinderkram. Der Sender KiKA erstellte zudem für die Sendung SingAlarm weitere Videos zu den Songs Roboter, Glaub an Dich und Gut für die Hyäne.
- Im September 2022 erschien mit dem Video Kompromisse ein Cover des Sängers Roger Cicero.
- Die Deutschrap-Persiflage KNG of LightZ begleitete im Dezember 2024 das Erscheinen des Weihnachtsalbums Schöner Schein.